# كيفن شارب (مغني)
كيفن شارب (بالإنجليزية: Kevin Sharp)‏ هو مغني وكاتب أغاني ومتحدث تحفيزي أمريكي، ولد في 10 ديسمبر 1970 في ردينغ في الولايات المتحدة، وتوفي في 19 أبريل 2014 في Fair Oaks, California ‏ في الولايات المتحدة.

## وصلات خارجية
- الموقع الرسمي
- كيفن شارب على موقع IMDb (الإنجليزية)
- كيفن شارب على موقع ميوزك برينز (الإنجليزية)
- كيفن شارب على موقع أول ميوزيك (الإنجليزية)
- كيفن شارب على موقع ديسكوغز (الإنجليزية)
- كيفن شارب على موقع قاعدة بيانات الفيلم (الإنجليزية)